# 사비나 시필레인

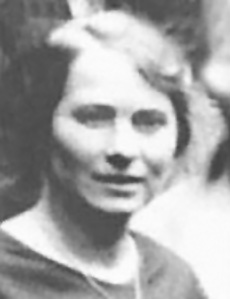
사비나 시필레인

사비나 니콜라예브나 시필레인(러시아어: Сабина Николаевна Шпильрейн, 1885년 10월 25일 ~ 1942년 8월 11일)은 러시아의 의사이자 최초의 여성 정신분석학자 중 한 명이다.
로스토프나도누의 부유한 유대인 가정에서 태어나 자라왔다. 아버지 니콜라이는 상인, 어머니 에바는 당시 러시아에서는 드문 대학교 졸업자의 여성이었다. 10대 후반 카를 융의 환자였다가, 그의 제자로, 다시 그의 동료로 성장했으며 그와 친밀한 관계를 유지했다. 지그문트 프로이트와도 학문적 동료로 지냈다. 그녀의 유명한 정신분석 대상자 중 한 명은 스위스의 발달 심리학자 장 피아제였다.